# Inti (měna)
Inti (kečuánsky „slunce“) byla oficiální měnou Peru od 1. února 1985 do 30. června 1991. Dělila se na 100 céntimos. ISO kód byl PEI.
Inti zasáhla vysoká inflace. Byla poté nahrazena měnou Nuevo Sol v směnném kurzu 1 mil. Inti = 1 Nuevo Sol. Inti sama byla pokračovatelkou měny Sol de Oro, ve směnném poměru 1000 Soles de Oro = 1 Inti.